# 礫器

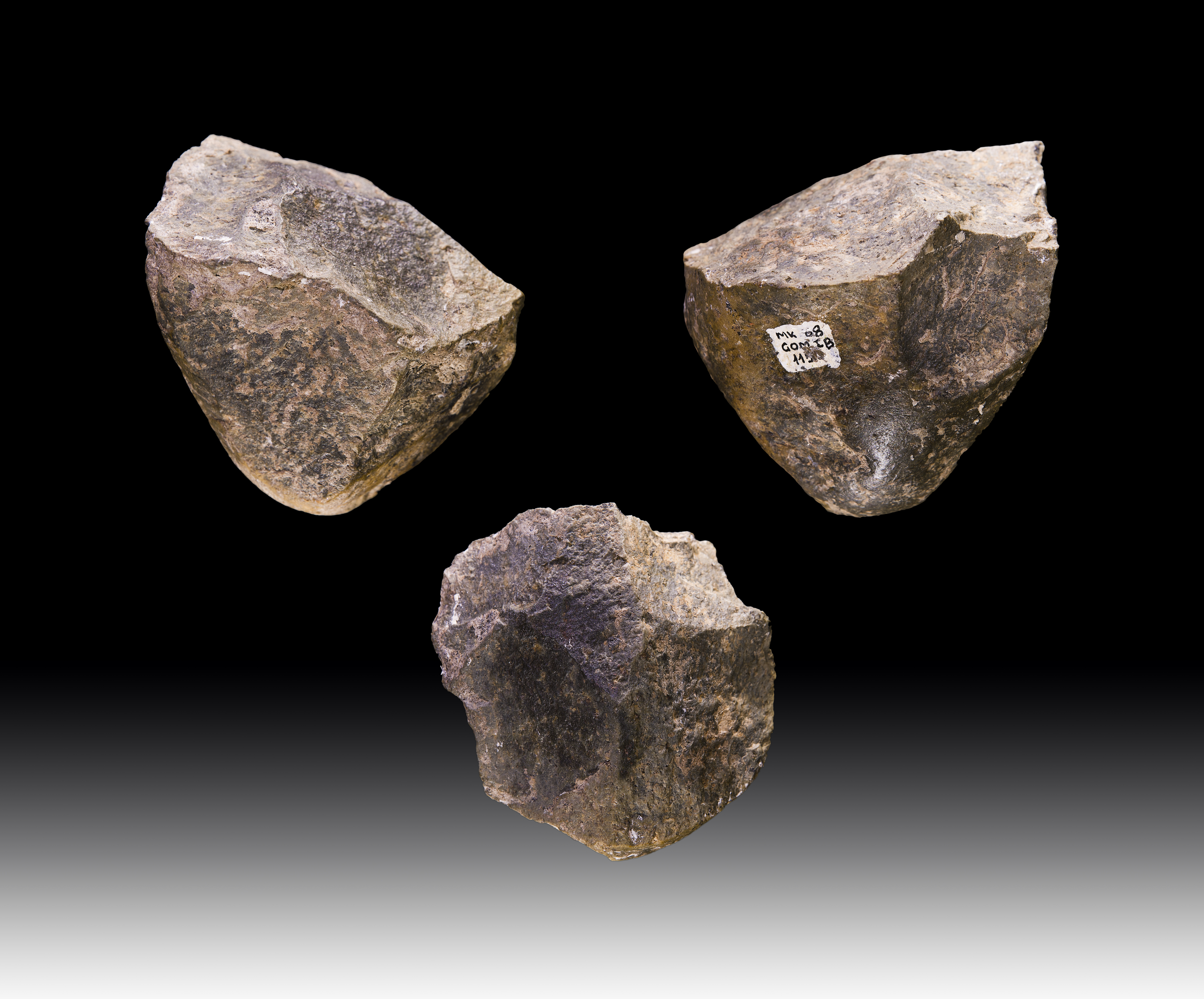
Lower Paleolithic to 1.7 million years before our era - Hadar

礫器（䃯器、れっき、れきき）とは、大きめの礫、円礫や角礫を素材にしてつくった石器。前期旧石器時代の自然石を打ち欠いただけの原初的な石器で、原人段階からの使用が確認されている。オルドヴァイ文化の中で初めて出現する。剥片をはぎとったあとの中心部（石核）を用いた。打ち欠いて片側に刃を作ったのがチョッパー、両面を交互に打ち欠きジグザグの刃をつけたものがチョピング・トゥールとよばれる。
剥片を石器製作に利用する（剥片石器を製作する）段階の後期旧石器時代の石核石器とは区別する。万能品として用いた。